# پادشاهان و ملکه‌های مرواریدی

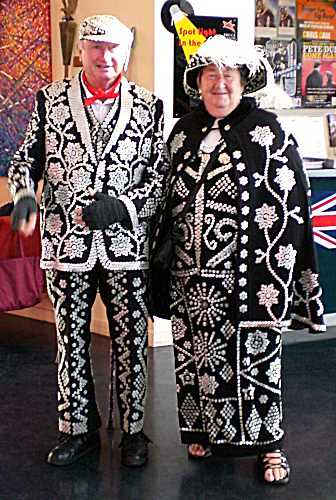
پادشاهان و ملکه‌های مرواریدی

پادشاهان و ملکه‌های مرواریدی (به انگلیسی: Pearly Kings and Queens)، معروف به مرواریدیان، یک سنت خیریه سازمان یافته از فرهنگ طبقه کارگر در لندن انگلستان است.

## هنری کرافت

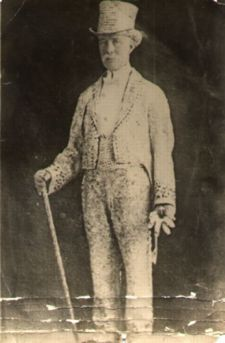
هنری کرافت، اولین پادشاه مرواریدی

عمل پوشیدن لباس‌هایی که با دکمه‌های مادر مروارید تزئین شده‌اند ابتدا با هِنری کرافت (Henry Croft) (۱۹۳۰–۱۸۶۱)، پاک‌بان یتیم خیابانی که برای امور خیریه پول جمع‌آوری می‌کرد در ارتباط است.
در آن زمان دوره‌گردهای (Costermonger) لندن (معامله‌گران خیابانی) عادت داشتند شلواری بپوشند که روی دکمه‌ها با مروارید تزئین شده بود و توسط معامله‌گران بازار پیدا شده بود. در اواخر دهه ۱۸۷۰، کرافت این را برای ایجاد یک کت و شلوار پولکی و به‌منظور جلب توجه دیگران و کمک به فعالیت‌های جمع‌آوری کمک‌های مالی اقتباس کرد. در سال ۱۹۱۱ یک جامعه مروارید سازمان یافته در فینچلی، شمال لندن شکل گرفت.
مراسم تشییع جنازه کرافت در ژانویه ۱۹۳۰ با ۴۰۰ پیرو صورت گرفت و در رسانه‌های ملی بازتاب یافت. در سال ۱۹۳۴ بنای یادبودی که از او به عنوان «پادشاه مروارید اصلی» یاد می‌شد در قبرستان سنت پانکراس (St Pancras and Islington Cemetery) رونمایی شد و در سخنرانی به این مناسبت گفته شد که وی مبلغ ۵۰۰۰ پوند برای بیماران به بیمارستان لندن جمع‌آوری کرده است.

## سازمان‌های مرواریدی
مرواریدیان اکنون به چندین گروه فعال تقسیم می‌شوند. مؤسسه کرافت، انجمن اصلی پادشاهان و ملکه‌های مرواریدی لندن نام دارد. در سال ۱۹۷۵ اصلاح شد و اکثر عنوان‌ها مرواریدی اصلی را شامل می‌شود که عبارتند از سیتی لندن، وست مینستر، ویکتوریا، هاکنی، تاور هملت، شوردیچ، ایزلینگتون، دالستون و هوکستون.
گروه‌های دیگری نیز در طول این سال‌ها تأسیس شده‌اند. قدیمی‌ترین آنها انجمن مروارید است که در سال ۱۹۰۲ شروع شد. اجتماع مدرن شامل جامعه پادشاهان و ملکه‌های مرواریدی لندن است که در سال ۲۰۰۱ شروع شد و صنف پادشاهان و ملکه‌های مرواریدی می‌باشد.
علیرغم رقابت‌ها، هر گروه با کلیسایی در مرکز لندن مرتبط است و متعهد به جمع‌آوری پول برای خیریه‌های مستقر در لندن است. در مراسم افتتاحیه المپیک تابستانی ۲۰۱۲، رژه پادشاهان و ملکه‌های مرواریدی و زندگی واقعی آنها نمایش داده شد.